# Denis Reed
Denis Reed, pseudonimo di Jan Velička (Praga, 9 novembre 1985 – Česká Lípa, 6 maggio 2016), è stato un attore pornografico ceco.

## Biografia
Nato a Praga, capitale della Cecoslovacchia comunista, studiò meccanica aeronautica presso la scuola professionale Aero Vodochody a Odolena Voda; risale a questo periodo il suo primo contatto con la pornografia tramite il mondo delle pubblicità.

### Carriera
Nel 2005, apparve con il suo vero nome nella produzione di Best Czech Boys Production, nel ruolo di Sven Capsson nei film Bubble B Entertainment, seguito da Pelikan Video, Eagle Video, Au Natural Productions, JH Production, Puppy Productions, US Male Studios, Produzione AVI, Ayor Studios e altri. Negli anni 2005-2007 lavorò anche come Pavel Matous per lo studio praghese del regista e produttore americano William Higgins. Nel periodo successivo girò, ad esempio, diverse scene bisessuali e di gruppo per le serie Guys Go Crazy e Bi Maxx dello studio Eromaxx, ha girato per i marchi Vimpex Gay Media, Sparta Video, Gordi Films. Apparve anche nei film dello studio americano Falcon (La rivolta, Vacanze romane 2, Racconti cechi 1). Lavorò anche per lo studio tedesco Man's Art di Marcel Bruckmann, o XY Studios, il cui film Boys at Service è stato nominato in una delle categorie dell'HustlaBall Award nel 2009 .
A partire dagli anni 2010 recitò, tra le altre, nelle produzioni di Staxus Films e BigDaddy.com. Fu anche uno dei cosiddetti "cacciatori di ragazzi" nel formato gay-for-pay di Czech Hunter; girò scene eterosessuali e bisessuali per i marchi Doghouse Digital, Combat Zone, Bluebird Films. Nell'autunno 2013 i tabloid cechi riferirono che la figlia del presidente Miloš Zeman, Kateřina Zemanová, o una ragazza molto simile a lei, avrebbe partecipato come comparsa ad una festa di massa con la ripresa di un film pornografico. Successivamente si lamentò di essere caduto in disgrazia nel settore a causa dell'evento.
È stato probabilmente uno degli attori porno più produttivi di tutti i tempi, il sito Gay Erotic Video Index lo inserì al terzo posto con un totale di 252 film e l'International Film Database IAFD nel 2014 documentò la sua partecipazione a più di 400 film delle maggiori produzioni. Nella primavera del 2011 fu anche indicato come il terzo attore più visto nell'applicazione erotica RealTouch.

### Vita privata
Ha avuto un figlio da una relazione con una ragazza durata diversi anni.
Il 6 maggio 2016, mentre era alla guida della sua moto, perse il controllo e si schiantò contro un albero nel distretto di Česká Lípa, morendo successivamente per le gravi ferite durante il trasporto in ospedale.